# Королівство Хіджаз
Хашимітське королівство Хіджаз (араб. المملكة الحجازية الهاشمية, Al-Mamlakah al-Ḥijāziyyah Al-Hāshimiyyah) — держава в регіоні Хіджаз у Західній Азії, що включала західну частину Аравійського півострова, якою правила династія Хашимітів. Вона була самопроголошена як королівство в червні 1916 року під час Першої світової війни, щоб бути незалежною від Османської імперії, на основі союзу з Британською імперією, щоб вигнати османську армію з Аравійського півострова під час Арабського повстання.
Британський уряд обіцяв Хусейну бін Алі, королю Хіджазу, створити єдину незалежну арабську державу, до складу якої, окрім Хіджаза, мали увійти сучасні Йорданія, Ірак і більша частина Сирії, а долю Палестини (сучасні Ізраїль і Палестина) згадували в більш неоднозначних термінах. Однак після закінчення Першої світової війни Версальський договір перетворив Сирію на мандат французької Ліги Націй, а Ірак, підмандатну Палестину та Трансйорданію — на британські мандати. Під британськими мандатами в Трансйорданії та Іраку монархами були встановлені принці-хашиміти; це стало відомим як рішення Шаріфа.
Король Хусейн відмовився ратифікувати Версальський договір 1919 року, а у відповідь на британську пропозицію 1921 року підписати договір про прийняття мандатної системи заявив, що від нього не можна очікувати, що він «поставить своє ім'я на документі, який закріплює Палестину за сіоністами, а Сирію — іноземцями». Наступна британська спроба укласти договір провалилася в 1923-24 роках, і переговори були припинені в березні 1924 року; протягом шести місяців британці відмовилися від своєї підтримки на користь свого центральноаравійського союзника Ібн Сауда, який розпочав завоювання королівства Хусейна.
23 вересня 1932 року Королівство Хіджаз і Неджд було об'єднане з іншими саудівськими володіннями, створивши об'єднане Королівство Саудівська Аравія.

## Фон
У 1908 році молодотурки захопили Османську імперію, а в 1909 році, коли контрпереворот провалився, молодотурки «секуляризували» уряд. Хусейн бін Алі, шариф Мекки, був призначений попереднім султаном Османської імперії й не прихильно ставився до младотурків; його опозиція до імперії з часом зростала, досягнувши кульмінації в Арабському повстанні.

## Історія
Як халіфи, султани Османської імперії призначали чиновника, відомого як шаріф Мекки. На цю посаду призначався член родини Хашемітів, але султани зазвичай сприяли внутрішньосімейному суперництву Хашимітів під час вибору, що перешкоджало створенню міцної бази влади в особі Шаріфа.
З початком Першої світової війни в 1914 році султан Мехмед V, як халіф, оголосив джихад проти держав Антанти. Британці, зокрема, сподівалися залучити Шаріфа як вагому альтернативну релігійну фігуру, що підтримує їх у конфлікті. Британці вже уклали низку договорів з іншими арабськими лідерами в регіоні, а також побоювалися, що Хіджаз може можуть використати як базу для нападів на їхні судна, які прямували в Індію і назад.
Шаріф був обережним, але, дізнавшись, що османи планували усунути й, можливо, вбити його, погодився співпрацювати з британцями, якщо вони підтримають ширше арабське повстання і створення незалежного арабського королівства  —  британці погодилися. Після того, як османи стратили інших арабських націоналістичних лідерів у Дамаску та Бейруті, хеджазці повстав проти них і завдав їм серйозної поразки, майже повністю вигнавши їх (Медіна залишалася під контролем османів протягом усього часу).
У червні 1916 року Хусейн бін Алі, шаріф Мекки, оголосив себе королем Хіджазу, оскільки його шаріфська армія разом з іншими арабськими військами та Британською імперією брала участь у вигнанні османів з Аравійського півострова.
Державний департамент США цитує пам'ятну записку від 24 жовтня 1917 року, надану Арабським бюро американському дипломатичному агентству в Каїрі, яка підтверджує, що
…Велика Британія, Франція і Росія погодилися визнати шерифа законним незалежним правителем Хіджазу і використовувати при зверненні до нього титул «Король Хіджазу», і нота про це була вручена йому 10 грудня 1916 року.
Однак британці були скомпрометовані своєю угодою про передачу французам контролю над Сирією (включаючи сучасну Сирію та Ліван) і, на думку Хусейна, не виконали своїх зобов'язань. Проте, у підсумку вони створили королівства під управлінням хашимітів (у формі протекторату) у Трансйорданії та Іраку, а також у Хеджазі. Зміна кордонів османського вілаєту Хіджаз сприяла невизначеності у відносинах між сусідніми Хашимітськими королівствами, зокрема, суперництву з Трансіорданією за включення санджака Маан, включно з містами Маан і Акаба.
Король Хусейн відмовився ратифікувати Версальський договір 1919 року, а у відповідь на британську пропозицію 1921 року підписати договір про прийняття мандатної системи заявив, що від нього не можна очікувати, що він «поставить своє ім'я на документі, який закріплює Палестину за сіоністами, а Сирію — іноземцями». Наступна британська спроба укласти договір провалилася в 1923-24 роках, і переговори були припинені в березні 1924 року; протягом шести місяців британці відмовилися від своєї підтримки на користь свого центральноаравійського союзника Ібн Сауда, який розпочав завоювання королівства Хусейна.
Пакт Ліги Націй передбачав членство для підписантів мирних договорів; Хіджаз був однією з двох країн (іншою були Сполучені Штати), які не ратифікували Версальський мирний договір.

## Королі Хіджазу
| Портрет | Ім'я                        | Роки життя                                            | Правління                                          | Титул / Примітки                                  | Династія |
| ------- | --------------------------- | ----------------------------------------------------- | -------------------------------------------------- | ------------------------------------------------- | -------- |
|         | Хусейн бін Алі حسين بن علي  | 1 травня 1854 – 4 червня 1931 (у віці 77 років)       | 10 червня 1916 — 3 жовтня 1924 (зрікся престолу)   | Син Алі бін Мухаммеда і Сальхи бін Гарам аш-Шахар | Хашиміти |
|         | Алі бін Хусейн علي بن حسين  | 1879 – 13 лютого 1935 (у віці 55–59)                  | 3 жовтня 1924 — 19 грудня 1925 (позбавлений влади) | Син Хусейн бін Алі та Абдії бін Абдулли           | Хашиміти |
|         | Ібн Сауд عبد العزيز بن سعود | 26 листопада 1880 — 9 листопада 1953 (у віці 72 роки) | 8 січня 1926 — 22 вересня 1932 (титул скасовано)   | Син Абдуррахман ібн Фейсал та Сарах               | Саудити  |